# Гачинский, Артур Андреевич
Арту́р Андре́евич Гачи́нский (род. 13 августа 1993, Москва) — российский фигурист, выступавший в одиночном катании. Бронзовый призёр чемпионата мира (2011), серебряный призёр чемпионата Европы (2012) и двукратный серебряный призёр чемпионата России (2011, 2012).
Мастер спорта России международного класса. По состоянию на апрель 2012 года занимал пятое место в рейтинге Международного союза конькобежцев.

## Карьера
Артур катался на роликах до шести лет, но вскоре переключился на фигурное катание. Его семья переехала из Москвы в Санкт-Петербург, когда ему было девять лет. Тренировал его Алексей Мишин.
На дебютном чемпионате России среди юниоров, в 2006 году, стал бронзовым медалистом. В 2007 году Федерация фигурного катания России разрешила 13-летнему Артуру принять участие во «взрослом» чемпионате России. На тот момент это было беспрецедентное решение, ранее в чемпионатах России не выступали столь молодые спортсмены. Артур стал 14-м из 18 участников.
В своём первом международном сезоне, 2007—2008 годов, отобрался в финал юниорского Гран-при, где занял восьмое, последнее, место. На чемпионате России был 9-м.
В сезоне 2008—2009 снова был 8-м в финале Гран-при. На чемпионате России стал 10-м, а на юниорском чемпионате страны завоевал серебряную медаль. Был заявлен для участия в чемпионате мира среди юниоров 2009 года, но за один день до турнира снялся из-за простуды.
В олимпийский сезон 2013/2014 годов Артур поменял тренера. В начале 2015 года он выиграл бронзовую медаль на Универсиаде в Испании. В конце сентября он получил травму. Был в числе заявленных на очередной национальный чемпионат, но в последний момент снялся. Уже в ходе чемпионата 24 декабря 2015 года объявил о завершении карьеры.

## Программы
| Сезон     | Короткая программа                                                       | Произвольная программа | Показательные выступления                                   |
| --------- | ------------------------------------------------------------------------ | --- | ----------------------------------------------------------- |
| 2013—2014 | Фламенко                                                                 | Саундтрек к фильму «Анна Каренина» Дарио Марианелли |                                                             |
| 2012—2013 | The Highlander                                                           | «Santiago’s Waltz» & «Louis' Revenge» из саундтрека «Интервью с вампиром» Эллиот Голденталь Саундтрек к фильму «Дракула Брэма Стокера» Войцех Киляр                                                          |                                                             |
| 2011—2012 | Saint Luis Blues У. К. Хэнди                                             | Prelude из кинофильма «451 градус по Фаренгейту» (1966г) «Santiago’s Waltz» & «Louis' Revenge» из саундтрека «Интервью с вампиром» Эллиот Голденталь Саундтрек к фильму «Дракула Брэма Стокера» Войцех Киляр | «Fantasy on Ice»                                            |
| 2010—2011 | «Money» & «The Great Gig in the Sky» Pink Floyd                          | «Болт» Дмитрий Шостакович | «Susanna» Адриано Челентано «Smooth Criminal» Майкл Джексон |
| 2009—2010 | «Адажио» Томазо Альбиони                                                 | «The Mirror» — «Narcissus» Кэйко Мацуи |                                                             |
| 2008—2009 | «Assassin’s Tango» Саундтрек к фильму «Мистер и Миссис Смит» Джон Пауэлл | «The Mirror» — «Narcissus» Кэйко Мацуи | «Адажио» Томазо Альбиони                                    |
| 2007—2008 | Фламенко                                                                 | «Ромео и Джульетта» Нино Рота | Элвис Пресли                                                |

## Спортивные достижения

### С сезона 2013 / 2014
| Соревнования/Сезон       | 2013—2014 | 2014—2015 |
| ------------------------ | --------- | --------- |
| Гран-при: Skate America  | 8         | 9         |
| Гран-при: Rostelecom Cup | 6         | 8         |
| Универсиады              |           | 3         |
| Finlandia Trophy         | 3         |           |
| Чемпионаты России        | 6         | 6         |
| Triglav Trophy           | 1         |           |

### До сезона 2013 / 2014
| Соревнования                              | 2005—2006 | 2006—2007 | 2007—2008 | 2008—2009 | 2009—2010 | 2010—2011 | 2011—2012 | 2012—2013 |
| ----------------------------------------- | --------- | --------- | --------- | --------- | --------- | --------- | --------- | --------- |
| Чемпионаты мира                           |           |           |           |           |           | 3         | 18        |           |
| Чемпионаты Европы                         |           |           |           |           |           | 5         | 2         |           |
| Чемпионаты России                         |           | 14        | 9         | 10        | 13        | 2         | 2         | 4         |
| Cup of China                              |           |           |           |           |           |           | 5         |           |
| Cup of Russia                             |           |           |           |           |           | 6         | 5         | 7         |
| Skate Canada International                |           |           |           |           |           | 7         |           | 9         |
| Золотой конёк Загреба                     |           |           |           | 8         |           |           |           |           |
| Finlandia Trophy                          |           |           |           |           |           | 1         |           |           |
| Coupe Internationale de Nice              |           |           | 1J.       |           | 1         | 1         |           |           |
| Чемпионаты мира среди юниоров             |           |           |           |           | 3         |           |           |           |
| Финалы юниорского Гран-при                |           |           | 8         | 8         | 6         |           |           |           |
| Этапы юниорского Гран-при, Германия       |           |           |           |           | 2         |           |           |           |
| Этапы юниорского Гран-при, Белоруссия     |           |           |           |           | 1         |           |           |           |
| Этапы юниорского Гран-при, Великобритания |           |           |           | 4         |           |           |           |           |
| Этапы юниорского Гран-при, Испания        |           |           |           | 2         |           |           |           |           |
| Этапы юниорского Гран-при, Румыния        |           |           | 4         |           |           |           |           |           |
| Этапы юниорского Гран-при, Эстония        |           |           | 2         |           |           |           |           |           |
| Чемпионаты России среди юниоров           | 3         | 8         |           | 2         | 1         |           |           |           |

J = юниорский уровень